# 瑞金大學

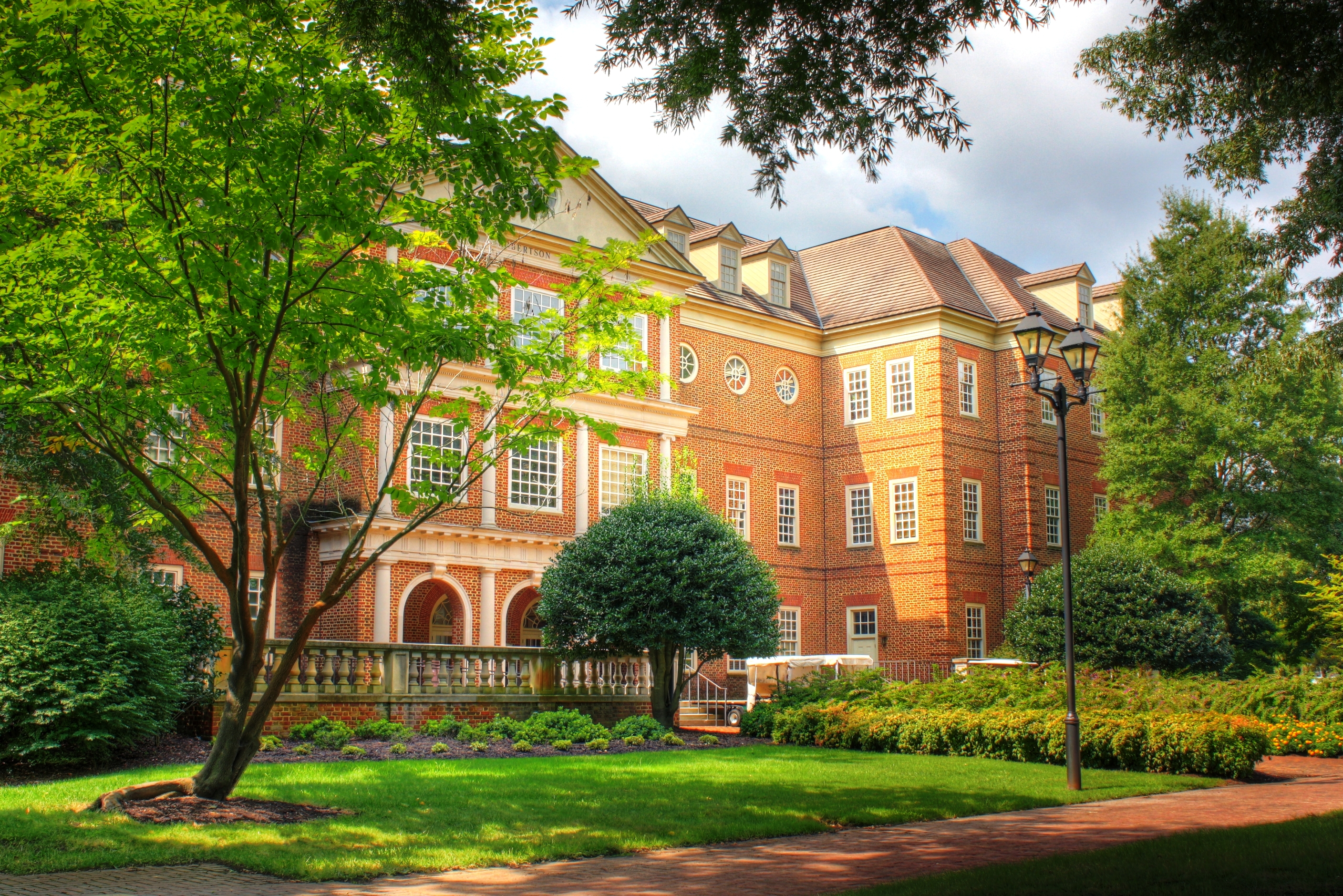
瑞金大學的Robertson Hall

瑞金大學（Regent University），又譯維真大學，是一所位于美国弗吉尼亚州弗吉尼亞海灘的基督教私立研究型大學，由帕特·羅伯遜創立於1977年，1990年改現名。 它本來還在亚历山德里亚有一個分校區，但該校區在2008年被售出。 2015年《美國新聞與世界報道》未給予其排名資格。

## 外部連結
- Regent University official website

36°48′10″N 76°11′46″W / 36.80270°N 76.19619°W